# Starpoint Gemini 3
Starpoint Gemini 3 est un jeu vidéo de combat spatial et de jeu de rôle développé par LGM Games. Disponible en accès anticipé depuis fin 2019, le jeu est sorti en version 1.0 le 5 novembre 2020. Il s'agit du troisième volet de la série Starpoint Gemini et il est le successeur direct de Starpoint Gemini 2. Contrairement aux opus précédents, le jeu se concentre sur l'aspect scénaristique, les combats spatiaux et la modification du vaisseau du joueur. Pour la première fois dans série, le jeu propose une vue du cockpit. L'histoire est écrite par Darko Macan. Le jeu utilise le moteur propriétaire WhaleX de LGM.

## Système de jeu
Le jeu est décrit comme un RPG solo à monde ouvert, dans lequel le joueur joue le rôle de Jonathan Bold, un aventurier de l'espace parcourant le système Gemini. Le jeu ajoutera deux nouveaux systèmes planétaires et introduira pour la première fois la possibilité de visiter des intérieurs (structures industrielles, bars, boîtes de nuit, etc). 
Le joueur sera accompagné d'ADAH, sorte conscience numérique qui contrôle les systèmes informatique du vaisseau. Le joueur utilisera également un drone à des fins d'exploration dans des zones inaccessibles au vaisseau principal.

## Développement
Le jeu devrait être le projet le plus ambitieux des développeurs à ce jour, cherchant à repousser les limites à la fois en termes de succès sur le marché et de qualité. Le jeu est développé par une équipe de base de 15 personnes, avec 5 collaborateurs externes supplémentaires. 

## Réception
Le jeu est entré en accès anticipé sur Steam le 5 septembre 2019. Andrew Farrell de PCInvasion a fait remarquer que "Starpoint Gemini 3 est amusant. Les graphismes et le gameplay sont solides, et les cinématiques et les personnages sont amusants et divertissants pour ce qu'ils sont." 

## Musique
La musique de Starpoint Gemini a été composée par Nikola Nikita Jeremić. Le label de musique de jeux vidéo Materia Collective a sorti la bande originale le 25 février 2020. 